# SpVgg Rattelsdorf
Die Sportvereinigung Rattelsdorf 1925 ist ein deutscher Sportverein aus dem Markt Rattelsdorf.

## Geschichte
Die Vereinsgründung erfolgte am 19. April 1925 als 1. FC Rattelsdorf. 1928 wurde der Name in TSV Rattelsdorf und im Oktober 1929 in DJK Franken Rattelsdorf geändert. 1933 wurde von den Nationalsozialisten die Vereinsauflösung veranlasst. Die Wiedergründung als Sportvereinigung Rattelsdorf fand am 28. April 1946 statt, Vereinsvorsitzender wurde Andreas Schober. Zunächst war die SpVgg ein reiner Fußballverein, 1972 kamen Gymnastik- und Tennisabteilungen hinzu.
Am 27. November 1976 wurde das Sportheim eröffnet. 1977 wurde eine Leichtathletikgruppe gegründet. Im Dezember 1977 kam mit Kegeln eine weitere Abteilung hinzu. Zwischen 1970 und 1980 erhöhte sich die Zahl der Vereinsmitglieder von 120 auf 460. 2006 wurde das Sportheim bei einem Brand beschädigt und musste mehrere Monate lang wiederaufgebaut werden.

### Basketball
Am 29. Mai 1984 wurde die Basketballabteilung der SpVgg gegründet, nachdem sich zu Jahresbeginn 1984 eine Basketball-Freizeitmannschaft in Rattelsdorf gebildet hatte, deren Mitglieder beschlossen, sich der SpVgg anzuschließen. Die Herrenmannschaft spielte ab 1988 nach fünf Aufstiegen in Folge in der Regionalliga. Die SpVgg-Basketballer entwickelten sich in der Abtenberghalle zum Publikumsmagneten. 1998 stieg die Mannschaft in die 2. Basketball-Bundesliga auf und spielte unter dem Namen SpVgg Pfister Airline Rattelsdorf in der zweithöchsten deutschen Liga. Ab 1998 bestand eine Zusammenarbeit mit dem FC Baunach. Als Neuling wurde die SpVgg in der Saison 1998/99 Tabellensechster der 2. Bundesliga Süd, nahm dank dieser Platzierung an der Aufstiegsrunde zur Basketball-Bundesliga teil und wurde dort Vierter. Zur Rattelsdorfer Mannschaft 1998/99 gehörten neben Spielern wie Gary von Waaden, Angelos Plantzas und Darrell Mickens auch Robert Garrett und Demond Greene, die als Mitglieder des Bundesligisten DJK S. Oliver Würzburg mit Doppellizenzen für die SpVgg antraten. Im DBB-Pokal besiegte Rattelsdorf in der Saison 98/99 die BG Karlsruhe und den VfR Limburg, in der vierten Hauptrunde schied man durch eine 53:90-Niederlage gegen den Bundesligisten und späteren Pokalsieger Alba Berlin aus.
1999 kam Boniface N’dong nach Rattelsdorf, der ein Jahr für die SpVgg spielte und im weiteren Verlauf seiner Karriere unter anderem bei den Los Angeles Clippers und dem FC Barcelona unter Vertrag stand. Mit Garrett und Marvin Willoughby kamen wieder Würzburger Spieler mit Doppelspielrecht zum Einsatz. Die Rattelsdorfer schlossen die Hauptrunde der Saison 1999/2000 als Zehnter der 2. Bundesliga Süd ab. In der folgenden Platzierungsrunde erreichte man den zweiten Rang. Nach dem Saisonende 1999/2000 verließen mit von Waaden, Jürgen Dobrzanski und Heiko Hümmer wichtige Spieler die von Trainer „Pablo“ Hartmann betreute Mannschaft. Zu den namhaften Neuzugängen im Sommer 2001 zählten Kelubia Ekoemeye, Jochen Bischoff und Roman Gese. Am Ende der Hauptrunde der Saison 2000/01 stand Rattelsdorf auf dem 13. Platz der 2. Bundesliga Süd. In der Saison 2001/02 stieg die Mannschaft als Tabellenvorletzter aus der 2. Bundesliga ab. Die Rattelsdorfer zogen sich 2002 aus wirtschaftlichen Beweggründen in die 2. Regionalliga zurück.
2006 stieg die SpVgg Rattelsdorf als Meister der 2. Regionalliga Herren Nord in die 1. Regionalliga auf, wurde in der Saison 2006/07 zwar Tabellenletzter der 1. Regionalliga, blieb aber in der höchsten Amateurspielklasse. Das Spieljahr 2007/08 wurde als Tabellenvorletzter der 1. Regionalliga abgeschlossen, bester Korbschütze der Rattelsdorfer Mannschaft war der US-Amerikaner Darryl Sommerset mit 23,9 Punkten je Begegnung. Ab 2008 nannte sich die Mannschaft „Independents“. Rattelsdorfs Trainer Rainer Wolfschmitt setzte auf einen Spielstil, der an jenen der Hochschulmannschaft des Grinnell College (US-Bundesstaat Iowa) angelehnt war, sich durch Schnelligkeit, eine Ausrichtung auf den Angriff, schnelle Korbabschlüsse, Ganzfeldverteidigung, viele Dreipunktwürfe und ähnlich wie im Eishockey Spielerwechsel blockweise auszeichnete. Dieses taktische Vorgehen wurde als „Chaos-Konzept“, als „unorthodoxe Spielweise“ und als Spielstil, der deutschlandweit seinesgleichen gesucht habe, eingestuft. Mit dem US-Amerikaner Keith Chamberlain hatte Wolfschmitt in der Saison 2008/09 einen Spieler in seiner Mannschaft, der diese Taktik am Grinnell College erlernt hatte. Am Ende der Saison 2008/09 stand Rattelsdorf auf dem vorletzten Tabellenplatz der 1. Regionalliga, hatte die zweitmeisten Punkte aller Ligateilnehmer erzielt und die meisten Punkte kassiert. Im Spieljahr 2009/10 zeigte die außergewöhnliche Spielweise der Rattelsdorfer Wirkung, man wurde Regionalliga-Siebter. Neben Chamberlain gehörte mit Robert „Bobby“ Long ein weiterer früherer Grinnell-Spieler zum Aufgebot der SpVgg. Der US-Amerikaner Long war mit 27,3 Punkten je Begegnung viertbester Korbschütze der 1. Regionalliga Süd-Ost. Die auf Angriff ausgerichtete Rattelsdorfer Spielweise schlug sich in Zahlen nieder: Die Mannschaft war 2009/10 mit Abstand der Teilnehmer der 1. Regionalliga Süd-Ost mit den meisten erzielten Punkten (2901) und mit den meisten zugelassenen Gegnerpunkten (2784).
Im Spieljahr 2010/11 wurde der siebte Tabellenplatz in der Regionalliga wiederholt, mit 29,8 Punkten je Begegnung war Rattelsdorfs Harold August Johnston bester Korbschütze der Liga. Im Spieljahr 2011/12, das die Mannschaft als Tabellenachter beendete, war mit Webster Moreland (21,4 Punkte/Spiel) erneut ein US-Amerikaner in Diensten der SpVgg Rattelsdorf unter den besten Korbschützen der Liga vertreten. Am Ende der Saison 2012/13 stand Rattelsdorf am Tabellenende der 1. Regionalliga Süd-Ost und stieg ab. Zu den Leistungsträgern Rattelsdorfs in diesem Spieljahr gehörten insbesondere der US-Amerikaner Theron Laudermill (17,8 Punkte/Spiel), der Rumäne Bogdan Sandu (17,7 Punkte/Spiel) sowie der ehemalige Bundesliga-Spieler Andreas Saller. Wolfschmitts Traineramtszeit endete 2014 nach acht Jahren. In der Folgezeit stieg die Mannschaft bis in die Bezirksoberliga ab.